# Fotogramas de Plata
Fotogramas de Plata (Sg. Fotograma de Plata, wörtlich aus dem Spanischen übersetzt: „Silbernes Fotogramm“) ist ein Filmpreis, der seit 1951 alljährlich von der bedeutenden spanischen Filmzeitschrift Fotogramas verliehen wird. Während über die Preise für die besten Filme eine Jury aus Filmkritikern entscheidet, entscheiden die Leser der Zeitschrift in einer Abstimmung, wer die Preise für die beste Darstellungsleistungen erhalten soll.
Seit 1991 wird der Preis in folgenden Kategorien verliehen:
- Bester Film
- Bester Darsteller
- Beste Darstellerin
- Bester ausländischer Film
- Bester Fernsehdarsteller
- Beste Fernsehdarstellerin
- Sonderpreis (unregelmäßig)